# Stenandriopsis thomensis
Stenandriopsis es un género monotípico de fanerógamas perteneciente a la familia Acanthaceae. El género tiene una especie de plantas herbáceas: Stenandriopsis thomensis que es originaria de Santo Tomé y Príncipe.

## Descripción
Es una hierba baja con flor morada; el tronco marrón; y las hojas blancas por el envés.

## Taxonomía
Stenandriopsis thomensis fue descrita por (Milne-Redh.) Heine y publicado en Flore du Gabon no. 13. Acanthaceae: 99. 1966.
Sinonimia ;
- Crossandra thomensis Milne-Redh.
- Stenandrium thomense (Milne-Redh.) Vollesen	[3]